# Charles Batteux
Pour les articles homonymes, voir Batteux.
Charles Batteux, né  à Alland'huy, près de Vouziers (Ardennes) le 6 mai 1713 et mort à Paris le 14 juillet 1780, est un homme d'Église, érudit et polygraphe français.

## Biographie
Il enseigne d'abord la rhétorique à Reims, puis les humanités au collège de Lisieux à Paris, la rhétorique au collège de Navarre. Il devient titulaire de la chaire de philosophie grecque et latine au Collège de France. Il est élu membre de l'Académie des inscriptions et belles-lettres en 1754 et de l'Académie française en 1761.
Dans le champ conceptuel, il participe notamment à l'unification des arts en la notion unique d'Art, sur une base commune du ressenti, donc du relationnel à l'objet ou de la performance, et non à son essence.

## Œuvres
Il est notamment l'auteur d'une série d'ouvrages consacrés à l'esthétique : 
- Les Beaux-arts réduits à un même principe, 1 vol. In-8°, Paris, Durand, 1746 (en fait 1747), rééd. 1773
- Jean-Rémy MANTION a publié une édition critique très annotée des  Beaux-arts réduits à un même principe, Paris, Aux Amateurs de Livres, 1989
- Cours de belles-lettres distribué par exercices, Paris, Desaint et Saillant, 2 vol. in-8°, 1747 et 1748, réédit. 1753, 1755
- Principes de la littérature, Göttingen et Leyde, Elie Luzac fils, 1755, réédition. 1764 (et à Paris), 1774 (réunissant les œuvres précédentes)
- De la construction oratoire, Paris, Desaint et Saillant, 1763, in-12° (extrait du Cours de belles-lettres)
- Nouvel examen du préjugé sur l'inversion, pour servir de réponse à M. Beauzée, s.l., 1767, in-8°
- Les quatre Poëtiques : d'Aristote, d'Horace, de Vida, de Despréaux, avec les traductions & des remarques par M. l'abbé Batteux, 2 vol. in-8°, Paris, Saillant et Nyon, 1771
- Cours d'études à l'usage des élèves de l'Ecole royale militaire, Paris, Nyon aîné, 1777 (réunissant les œuvres précédentes)

Batteux est le grand théoricien de la « belle nature » : l'art n'imite pas la nature telle qu'elle est (il n'est pas réaliste donc), mais telle qu'elle pourrait être. Il a participé à la querelle des inversions initiée par Jean Le Laboureur, poursuivie par Claude Buffier. Diderot répliquera à Batteux dans la Lettre sur les sourds, qui se présente comme une réponse aux Beaux-Arts réduits à un même principe.. Voir le chapitre de l'introduction de J. R. Mantion à son édition critique de 1989 ("Le livre acéphale")
Charles Batteux a publié aussi des ouvrages philosophiques, parmi lesquels :
- La Morale d'Épicure tirée de ses propres écrits, Paris, Desaint et Saillant, 1758, in-8°, rééd. 1768
- Histoire des causes premières, ou Exposition sommaire des pensées des philosophes sur les principes des êtres, Paris, Saillant, 1769, in-8°,
- Cours d'études à l'usage des élèves de l'École royale militaire qui ne compte pas moins de 45 volumes.

Enfin, Batteux a été traducteur du latin :
- Horace, Les Poesies, Paris, Desaint et Saillant, 1750, 2 vol. in-12°, rééd. 1753, 1760, 1777.
- Voir aussi Sonia Branca-Rosoff, La leçon de lecture, Textes de l'abbé Batteux, Paris, Editions des Cendres, 1991.

## Pour approfondir